# Germán Pardo García
Germán Vicente Pardo García Esponda (Ibagué, 19 de julio de 1902-Ciudad de México, 23 de agosto de 1991) fue un poeta colombiano.

## Biografía
Nació el 19 de julio de 1902 en la ciudad de Ibagué, Tolima en Colombia, (aunque otras referencias indican a Choachí, Cundinamarca, tal vez porque el escritor la consideraba su verdadera cuna, al haber pasado sus primeros años de vida ahí) hijo del jurisconsulto Germán D. Pardo, quien habría de ser Presidente de la Corte Suprema de Justicia de Colombia, y de Julia García Esponda. Desde su nacimiento padeció mielopatía, enfermedad que lo paraliza por completo y para la cual los médicos lo sometieron a un tratamiento cáustico en la columna vertebral, a pesar de que se predijo su muerte inminente.
Hacia 1902 el tratamiento da efectos positivos al recuperar el movimiento gradualmente. Con el tiempo, Germán recuperó el movimiento, llegando inclusive a ser un gimnasta, aunque su locomoción se perturbaría frecuentemente y le quedarían lesiones graves a lo largo de toda su vida, al no poder tolerar el ruido excesivo o grandes esfuerzos mentales que le provocaban vértigo de Ménière. Este detalle de su vida influiría su obra al reflejar la precipitación de los sobreexcitados, el clímax del quebranto y de la angustia, como causa de su segregación y encerrado mutismo.
Hacia 1904 sus padres se mudan a Bogotá donde su padre fue designado juez de primera instancia en lo civil. Un año después, el 11 de junio de 1905, su madre muere a los 22 años al dar a luz a su hermana Julia. Como consecuencia de ello, la familia se disgrega: Germán, junto con su hermana Beatriz, fue enviado a unas propiedades, en las inmediaciones de Choachí, bajo el cuidado de Lucía Acosta, su nodriza. La familia no se reencontraría sino hasta 1910, aunque se mantendría un ambiente de discordia entre esta a lo largo de toda su vida como consecuencia de los distintos ambientes de formación durante esos años. La influencia de la nodriza, mujer neurótica y fanática religiosa, pobló la imaginación del joven Germán con imágenes fantasmagóricas y religiosas que habrían de verse reflejadas en varios poemas años más tarde.
De regreso en Bogotá, la nodriza es sustituida por Ester Piñeros Encinales, con quien habría de contraer matrimonio su padre, Germán D. Pardo. En 1912, los niños son llevados de regreso a Choachí al cuidado de la madrastra, quien al igual que la anterior nodriza, es también adepta al fanatismo religioso; sin embargo, el matrimonio está lleno de conflictos y sólo dura hasta 1913. En enero de 1914, Germán es matriculado en el Colegio Jesuita San Bartolomé, más tiene que salir de la clausura ritual por recomendación del neurólogo Abraham Salgar debido a que el niño presentaba grave abatimiento y neurosis prematura como consecuencia de la práctica de los Ejercicios Espirituales de San Ignacio de Loyola, aunque siguió en calidad de alumno externo en el mismo colegio. Hacia 1916, el joven Germán escribe sus primeros poemas, de los cuales sólo sobrevive «El arroyo», publicado por vez primera en una colección en 1961.

## Trayectoria literaria
A inicios de 1918, su poema «Noche triste» es publicado en la revista semanal de Diego Uribe, por obra de Antonio Gómez Restrepo, entonces secretario del Ministerio de Relaciones Exteriores, amigo de su padre. El 28 de noviembre de 1918 conoce a Carlos Pellicer, quien recién había llegado a Bogotá y se había instalado en la misma casa de huéspedes, el «Palace Hotel», en la cual el magistrado Pardo vivía con sus hijos.  Entabla amistad con Pellicer, estudia los libro de éste, e inclusive frecuentan la cátedra de literatura española y general de Antonio Gómez Restrepo. El 16 de febrero de 1920 Pellicer es trasladado por el gobierno mexicano a Venezuela, a quien Germán intenta seguir mas no lo consigue al carecer de los recursos económicos y por la oposición de su padre.  El 14 de noviembre de 1921 muere su padre, los hermanos se separan para no juntarse más, y Germán regresa a los campos de Choachí.  El 10 de abril de 1925, en Viernes Santo, su campo y casa de campo es incendiada por órdenes del párroco Luis María Bernal León al conocer que Germán no asistía a la iglesia, ni pagaba diezmos, dejándole arruinado.  Poco después los mismos habitantes de Choachí, cansados de las arbitrariedades del cura, lo expulsarían del pueblo. Dos años después, sumido en deudas, regresa a Bogotá buscando trabajo que encuentra gracias a Luis Esguerra Camargo, jefe de redacción de «El Gráfico», quien le contrató como agente de publicidad, oficio que ejerció hasta 1930. Ese mismo año publica su primer libro de poesía: «Voluntad», con un estudio de Germán Arciniegas.
El 2 de febrero de 1931 se embarca hacia México atraído por el recuerdo de Pellicer y por el interés que tiene por el país, llegando el 14 de febrero, siendo recibido en casa de Pellicer. En octubre de 1936 se relaciona con una meretriz de la calle de Soto, en la colonia Guerrero de la Ciudad de México, de nombre Consuelo Martínez, quien habría de suicidarse después de haber dado muerte a su hija, lo que le produce una profunda aflicción que vierte en su poema «Un hombre se ha extraviado». Habría después de ser huésped de una casa vesánica administrada por una anciana, Ann Kleemann, la cual en ese entonces estaba ubicada en Sadi Carnot 100. En ésta viven cinco alemanes homosexuales, extravagantes y nazis entre los cuales hay un pariente de Joseph Goebbels, quienes le ofrecen visiones dantescas cuya atmósfera habría de plasmar en su libro «Poderíos».
En 1959 funda y dirige la revista literaria «Nivel»; sin embargo, no permite que nadie opine en su propia revista sobre su vida u obra, ni siquiera publica sus poemas ahí. Se retrae completamente, evitando todo contacto y amistad. Apenas mantiene contacto con Octavio Novaro, Vicente Magdaleno y Enrique Sendoya.
Sus años finales estarán marcados por la depresión, la soledad y la creciente misantropía que vertió en sus textos de la última época. Los intentos de suicidio, la acritud y los denuestos hacia los intelectuales colombianos fueron las oscuras señales de su angustia espiritual hasta la muerte.

## Obra
- Noche triste (1918)
- Voluntad (1930)
- Los júbilos ilesos (1933)
- Los cánticos (1935)
- Los sonetos del convite (1935)
- Poderíos (1937)
- Presencia (1938)
- Claro abismo (1940)
- Sacrificio (1943)
- Las voces naturales (1945)
- Los sueños corpóreos (1947)
- Poemas contemporáneos (1949)
- Lucero sin orillas (1952)
- U. Z. llama al espacio (1954)
- Eternidad del ruiseñor (1956)
- Hay piedras como lágrimas (1957)
- Centauro al sol (1959)
- La Cruz del Sur (1960)
- Osiris Preludial (1960)
- Los ángeles de vidrio (1962)
- El defensor (1964)
- Los relámpagos (1965)
- Labios nocturnos (1965)
- Mural de España (1966)
- Himnos del Hierofante (1969)
- Apolo Thermidor (1971)
- Escándalo (1972)
- Desnudez (1973)
- Iris Pagano (1973)
- Mi perro y las estrellas (1974)
- Génesis (1974)
- Himnos a la noche (1975)
- El héroe (1975)
- Apolo Pankrátor (1915-1975) (1977)
- Tempestad (1980)
- Las voces del abismo: poema sinfónico (1983)
- Últimas odas (1984)